# Praga T-3

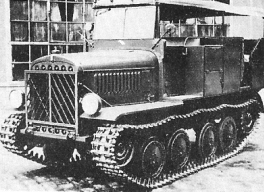
Dělostřelecký tahač Praga T-3

Dělostřelecký tahač Praga T-3 byl československý lehký dělostřelecký pásový traktor standardní konstrukce. Jeho výrobce byl podnik ČKD Praha. Výroba probíhala v roce 1935. V době druhé světové války byl tahač používán wehrmachtem, 3 kusy vlastnila armáda samostatného Slovenského státu.

## Technické údaje
- Hmotnost: 3,12 t
- Délka: 3,95 m
- Šířka: 1,73 m
- Výška: 2,26 m
- Posádka: 3 muži

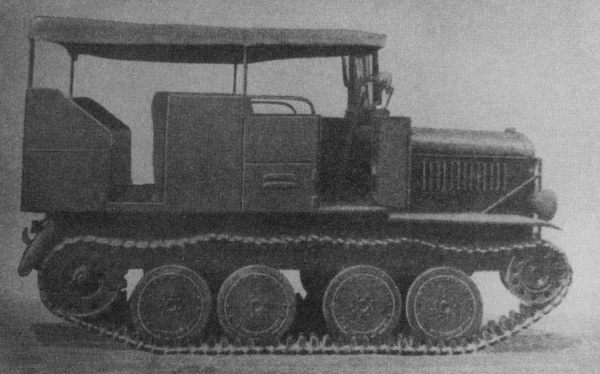

- Pohon: motor Praga, vodou chlazený čtyřválec
- Obsah motoru: 3820 cm³
- Výkon: 27 hP
- Maximální rychlost: 10 km/h
- Operační dosah: 180 km
- Vlastnosti: utáhl až 2 tuny, nosnost 600 kg